# Bidens baumii
Bidens baumii là một loài thực vật có hoa trong họ Cúc. Loài này được (O.Hoffm.) Sherff mô tả khoa học đầu tiên năm 1915.